# Ostry brzuch
Ostry brzuch – zespół objawów związanych z chorobami narządów jamy brzusznej, które pojawiają się nagle i ulegają szybkiej progresji stanowiąc zagrożenie dla życia chorego. Ostry brzuch wymaga szybkiej interwencji chirurgicznej.
Do przyczyn ostrego brzucha należą:
- krwawienie z przewodu pokarmowego
- niedrożność jelit
  - niedrożność porażenna
  - niedrożność mechaniczna
    - z zadzierzgnięcia
    - z zatkania
- perforacja przewodu pokarmowego
- zapalenie otrzewnej
- ostre zapalenie wyrostka robaczkowego
- ostre zapalenie pęcherzyka żółciowego
- ostre zapalenie trzustki
- ostre zapalenie przydatków
- ostre niedokrwienie jelit.

Przyczyną ostrego brzucha mogą być urazy.
Opiaty i inne środki przeciwbólowe nie wpływają na badanie fizykalne przy ostrym brzuchu.

## Klasyfikacja ICD10
| kod ICD10     | nazwa choroby                                   |
| ------------- | ----------------------------------------------- |
| ICD-10: R10   | Ból w okolicy brzucha i miednicy                |
| ICD-10: R10.0 | Ostry brzuch                                    |
| ICD-10: R10.1 | Ból zlokalizowany w nadbrzuszu                  |
| ICD-10: R10.2 | Ból w okolicy miednicy i krocza                 |
| ICD-10: R10.3 | Ból zlokalizowany w innych częściach podbrzusza |
| ICD-10: R10.4 | Inny i nieokreślony ból brzucha                 |